# Pruszków
Pruszków là một thị trấn thuộc huyện Pruszkowski, tỉnh Mazowieckie ở trung-đông Ba Lan. Thị trấn có diện tích 19 km². Đến ngày 1 tháng 1 năm 2011, dân số của thị trấn là 56929 người và mật độ 2967 người/km².